# Heikki Autto
Heikki Samuli Autto, född 23 augusti 1984 i Enontekis, är en finländsk samlingspartistisk politiker. Han har varit ledamot av Finlands riksdag 2011–2015 och på nytt sedan 2019. Han avlade 2011 magisterexamen i förvaltningsvetenskaper vid Lapplands universitet och har arbetat som näringspolitisk ombudsman vid Företagarna i Finland.
Autto gjorde comeback i riksdagsvalet 2019 med 5 467 röster från Lapplands valkrets.

## Utmärkelser
- Riddartecknet av I klass av Finlands Vita Ros’ orden,  6 december 2023[3]

[Redigera Wikidata]